# Цепно
Цепно (пол. Cepno, нім. Cepno or Zöppen) — село в Польщі, у гміні Стольно Хелмінського повіту Куявсько-Поморського воєводства.
Населення — 469 осіб (2011).
У 1975-1998 роках село належало до Торунського воєводства.

## Демографія
Демографічна структура станом на 31 березня 2011 року:
|          | Загалом | Допрацездатний вік | Працездатний вік | Постпрацездатний вік |
| -------- | ------- | ------------------ | ---------------- | -------------------- |
| Чоловіки | 237     | 38                 | 173              | 26                   |
| Жінки    | 232     | 43                 | 137              | 52                   |
| Разом    | 469     | 81                 | 310              | 78                   |